# Warmingham
Warmingham è un villaggio e parrocchia civile dell'Inghilterra, appartenente alla contea del Cheshire.